# Factfulness
Factfulness (titre original : Factfulness: Ten Reasons We're Wrong About the World – and Why Things Are Better Than You Think) est un ouvrage de 2018 du médecin et statisticien suédois Hans Rosling avec son fils Ola Rosling (en), et sa belle-fille Anna Rosling Rönnlund (en). Le livre a été publié en version originale à titre posthume, un an après le décès d'Hans Rosling des suites d'un cancer du pancréas. La traduction française date de 2019. Dans le livre, Rosling suggère que la plupart des gens se trompent sur l'état du monde. Il démontre que les sujets de ses tests pensent que le monde est plus pauvre, en moins bonne santé et plus dangereux qu'il ne l'est en réalité; attribuant ce biais, non pas au hasard, mais à la désinformation.